# Мамонтов, Иван Фёдорович
Иван Фёдорович Мамонтов (1802, Мосальск, Калужская губерния — 19 [31] августа 1869, Киреево, Московская губерния) — русский предприниматель, чистопольский, затем московский купец I гильдии, коммерции советник, московский потомственный почётный гражданин (1853).

## Биография
И. Мамонтов родился в 1802 году (по другим данным в 1796 году) предположительно в городе Мосальск Мосальского уезда Калужской губернии, ныне город — административный центр Мосальского района Калужской области. Происходил из купеческого рода Мамонтовых. Отец, Федор Иванович Мамонтов (1760—1811) — Мосальский 3-й гильдии купец, винный откупщик, похоронен в Звенигороде Звенигородского уезда Московской губернии.
В молодости занимался наследственным делом — держал винный откуп в Калужской губернии, затем в городе Шадринске Пермской губернии. В конце 1830-х годов переехал в город Ялуторовск Тобольской губернии, где свел знакомство с определенными на поселение декабристами. Затем он переехал сначала в Чистополь Казанской губернии, где в 1843 году вступил в первую купеческую гильдию, потом в Орёл, потом в Псков. В 1849 году чистопольский купец 1–ой гильдии И. Мамонтов приобрел права на винный откуп в Московской губернии и перебрался в Москву. Он со временем стал видным финансовым и железнодорожным деятелем Российской империи.
После переезда в Москву, в усадьбу на Хомутовской улице (ныне Хомутовский тупик). Усадьба в 1840-х годах принадлежала графине Евдокие (Авдотье) Максимовне Толстой, вдове известного дуэлянта графа Федора Ивановича Толстого. В 1850—1853 годах Мамонтов жил в Москве, в Сыромятниках, на пересечении улиц Земляной Вал и Старой Басманной (Земляной Вал, владение 637). С 1853 или 1855 года жил в подмосковном имении Киреево, расположенном по Дмитровскому тракту, где принимал многих видных москвичей. Зимой в основном жил в Москве, в Сыромятниках, а летом — в Киреево.
Вместе с текстильным фабрикантом Василием Якунчиковым, построил в Москве и сохранившиеся до настоящих дней здания и гостиницу в проезде между улицами Петровка и Неглинка.
Для торговли с Персией совместно с железнодорожным подрядчиком Петром Губониным и винным откупщиком Василием Кокоревым основал в 1857 году «Закаспийское торговое товарищество» (производство керосина в пос. Сураханы, Бакинской губернии).

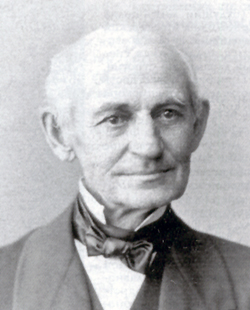
Мамонтов И.Ф. в 1860-х гг.

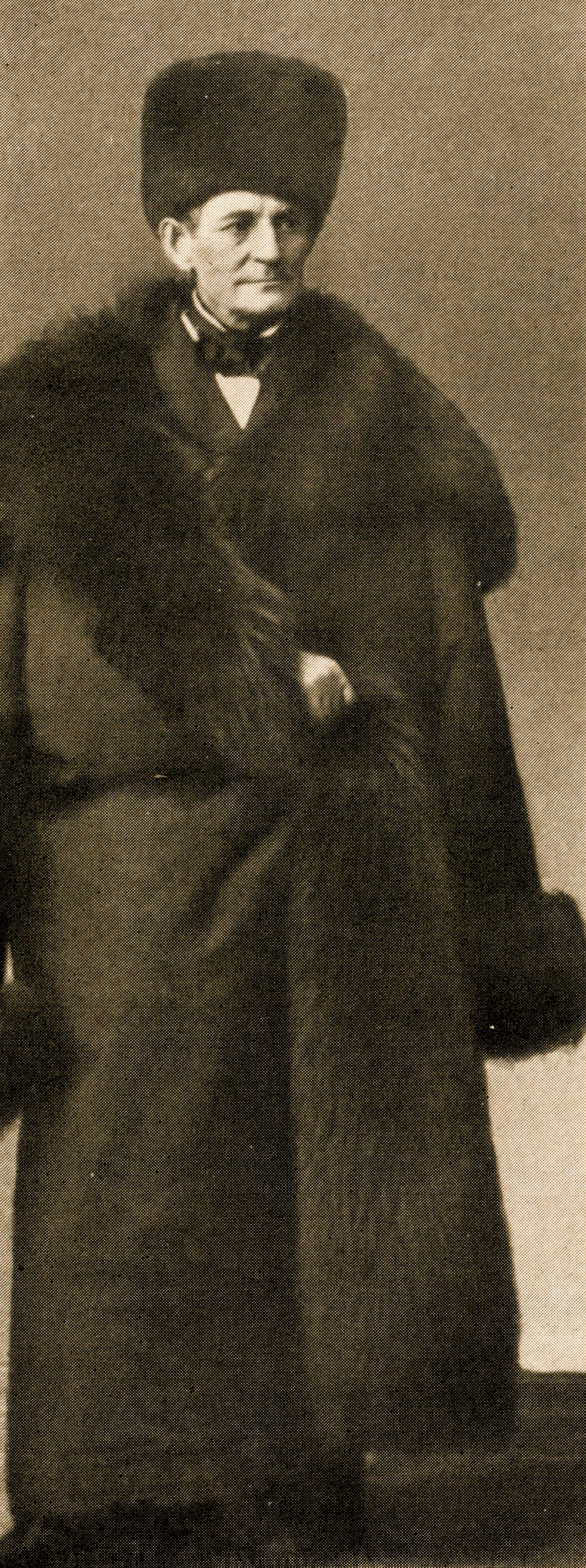
Иван Фёдорович Мамонтов

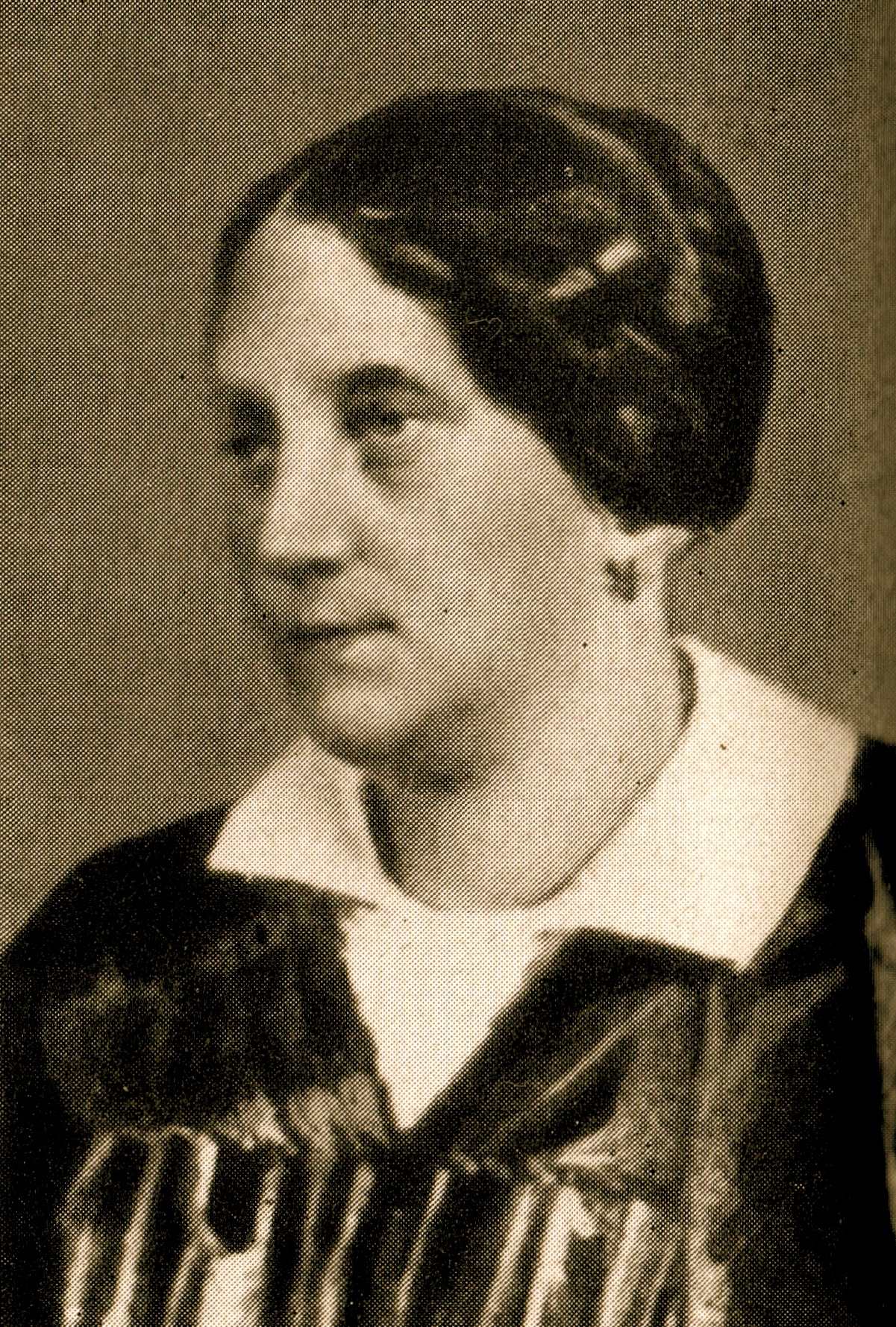
Жена, Мария Тихоновна Мамонтова

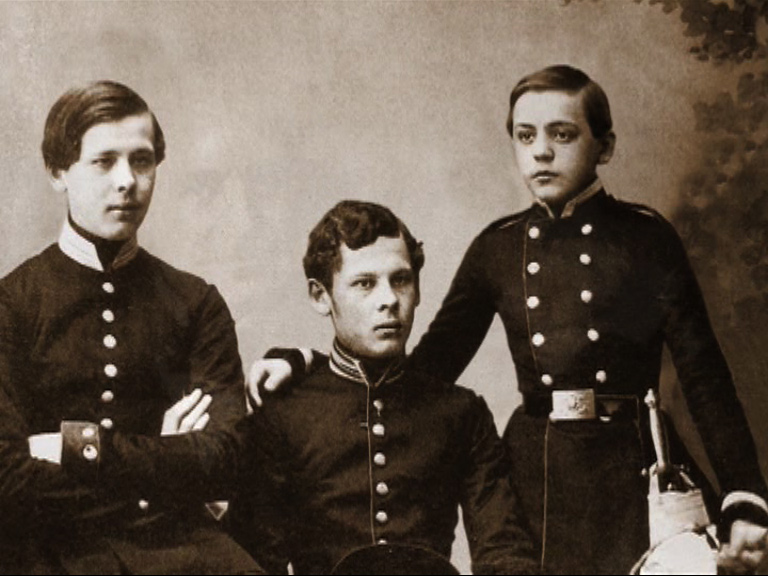
Фёдор, Анатолий и Савва Мамонтовы, 1856 год

Вместе с Фёдором Чижовым в 1859 году учредил одну из первых частных акционерных компаний в России — «Общество Московско-Ярославской железной дороги». Позже на паях с крупными московскими промышленниками Мамонтов приобрел у иностранных владельцев пакет акций «Общества Московско-Курской железной дороги».
По статистике 1859—1863 годов совокупный годовой откуп, причитавшийся к уплате откупщиками («всего 216 лиц») в казну, составлял чуть менее 128 миллионов рублей. Список десятка крупнейших откупщиков страны открывал Дмитрий Бенардаки с ежегодными выплатами в казну более 19 000 000 рублей (его состояние оценивалось примерно в такую же сумму). Иван Фёдорович Мамонтов находился на седьмой строчке с обязательными выплатами в 3 504 357 рублей в год (его родной брат Николай Фёдорович занимал следующую строку с выплатами в 2 767 669 рублей). Исследователи делают разные выводы о доходности винного откупа в указанный период, отмечая, что определить, сколько реально наживали откупщики, вообще невозможно (кроме официально зафиксированных сумм, говорится о распространённом утаивании доходов). Согласно официальным данным, выручка откупщиков в среднем превышала выплаты в казну в 1,4—1,7 раза, а расходы на обслуживание откупа составляли около половины от полученного дохода. В 1861 году откупная система была отменена и заменена акцизами.
Кроме предпринимательской, Иван Фёдорович занимался и общественной деятельностью. В 1861—1864 годах избирался первоприсутствующим Московского Сиротского суда, был Гласным Московской городской думы (1863—1865). Увлёкся новым движением любителей фотосъемки, был учредителем «русской фотографии», а также любителем искусства. Ему принадлежали значительный земельный участок и бывшая усадьба графа Ф. Толстого (позже она была продана А. И. Хлудову).
М. И. Копшицер в своей книге «Савва Мамонтов» писал:

«Главным в характере Ивана Фёдоровича было, пожалуй понимание духа прогресса — того, что является в данное время лейтмотивом жизни страны и общества, что отмирает, а что нарождается, что уходит в прошлое, а чему принадлежит будущее».
Иван Фёдорович Мамонтов умер 19 (31) августа 1869 года в имении Киреево Черкизовской волости Московского уезда Московской губернии. В 2014 году на территории бывшей усадьбы построена развязка между Московской кольцевой автомобильной дорогой, Скоростной автомобильной дорогой Москва — Санкт-Петербург М11 «Нева» и Лихачёвским шоссе. Ныне остальная территория усадьбы и фамильного некрополя Мамонтовых проданы под строительство мусороперерабатывающего завода и коммунальной зоны во внутригородской территории «Левобережная» городского округа Химки Московской области.

## Награды и звания
- Коммерции советник[7]
- Московский потомственный почетный гражданин, 1853 год

## Семья
Первое упоминание Мамонтовых исследователи относят к 1716 году. В этом году в переписной книге Мосальского уезда, в селе Берне, при дворе помещика С.Е. Шиловского значилась семья приказчика Кондратия (сына) Мамонтова. Он не имел фамилии и был записан по отчеству. Его сын Никита служил в армии в одном полку с С.Е. Шиловским. В середине XVIII века Мамонтовы, по воле их владельца, были освобождены от крепостной зависимости, поселились в Мосальском посаде и занялись торговой деятельностью. В 1767 году Иван и Анисим Никитовичи Мамонтовы вместе с другими мосальскими купцами подписали депутатский наказ в комиссию, созданную Екатериной II для выработки нового «Уложения».
Сын Ивана Никитовича, Федор Иванович Мамонтов (1760—1811), Мосальский 3-й гильдии купец — отец Ивана Фёдоровича Мамонтова.
У Ивана Фёдоровича брат Николай (1807—1860), купец 3-й гильдии, винный откупщик
Иван Фёдорович Мамонтов был женат на Марии Тихоновне Мамонтовой (урождённой Лахтиной, дочери мосальского купца, 1810—1852).
- Дети:
  - Александра (1834—?), замужем за Денисом Гавриловичем Карновичем, херсонским вице-губернатором
  - Фёдор (1837—1874)
  - Анатолий (1839—1905), издатель
  - Савва (1841—1918), занимался железнодорожным строительством
  - Николай (1845—1918), издатель
  - Ольга (1847—1909), замужем за Николаем Ивановичем Алябьевым, писателем и издателем журнала для малограмотных «Грамотей».
  - Мария (1849 -1854)
  - Софья (1852-1855)[10]